# Clipped
Clipped è un video contenente cinque brani della band australiana hard rock degli AC/DC. Pubblicato prima nel 1991, contiene tre brani da The Razors Edge e due da Blow Up Your Video.
Nel 2002 è stata pubblicata una versione in DVD che include anche i video delle canzoni Big Gun (dalla colonna sonora di Last Action Hero) e Hard as a Rock (da Ballbreaker).
L'immagine sulla copertina è stata usata precedentemente nel 1990 per il singolo Are You Ready.

## Tracce
1. Thunderstruck
2. Moneytalks
3. Are You Ready
4. Heatseeker
5. That's The Way I Wanna Rock'n'Roll

Tutte le canzoni scritte da Angus Young e Malcolm Young, eccetto Heatseeker e That's The Way I Wanna Rock'n'Roll, di Angus Young, Malcolm Young e Brian Johnson.

## Formazione
- Brian Johnson - voce solista
- Angus Young - chitarra solista
- Malcolm Young - chitarra ritmica, coro
- Cliff Williams - basso, coro
- Chris Slade - batteria, percussioni
- Simon Wright - batteria (in Heatseeker e That's The Way I Wanna Rock'n'Roll)